# Graphomya
Graphomya es un género de moscas de la familia Muscidae.
Las larvas son semiacuáticas y depredadoras. Los adultos visitan flores y se alimentan de néctar. Distribuidas en todas las regiones templadas y tropicales del mundo.

## Especies
- G. alaskensis Arntfield, 1975
- G. americana Robineau-Desvoidy, 1830
- G. columbiana Arntfield, 1975
- G. eustolia Walker, 1849
- G. idessa (Walker, 1849)
- G. interior Arntfield, 1975
- G. maculata (Scopoli, 1763)
- G. minor Robineau-Desvoidy, 1830
- G. minuta Arntfield, 1975
- G. occidentalis Arntfield, 1975
- G. transitionis Arntfield, 1975
- G. ungava Arntfield, 1975